# دانیل اشتفان
دانیل اشتفان (آلمانی: Daniel Stephan؛ زادهٔ ۳ اوت ۱۹۷۳) بازیکن هندبال اهل آلمان است.
وی در مسابقات کشوری و بین‌المللی در مجموع برندهٔ ۱ مدال نقره شده‌است.